# Copelatus integer
Copelatus integer är en skalbaggsart som beskrevs av Sharp 1882. Copelatus integer ingår i släktet Copelatus och familjen dykare. Inga underarter finns listade i Catalogue of Life.